# Darova
Darova (deutsch Darowa oder Kranichstätten, ungarisch Daruvár) ist eine Gemeinde im Kreis Timiș, in der Region Banat, im Südwesten Rumäniens.

## Lage

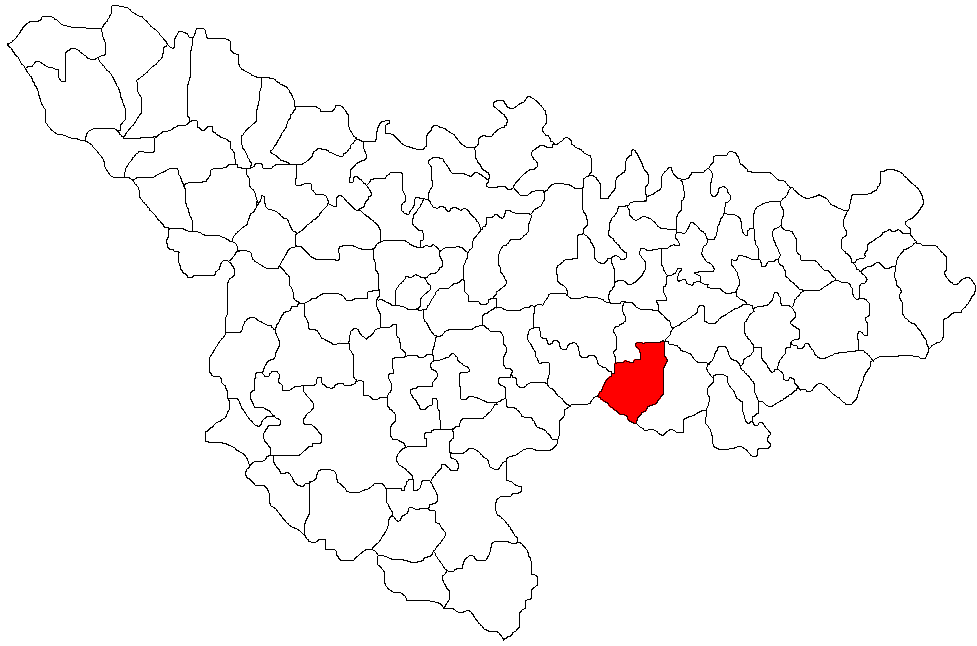
Lage von Darova im Kreis Timiș

Darowa liegt im nordöstlichen Teil des rumänischen Banats, im Osten des Kreises Timis, an der Grenze zum Kreis Caraș-Severin, 13,5 Kilometer südlich der Stadt Lugoj. Bis zur nördlich gelegenen Bahnhaltestelle Boldur der Eisenbahnstrecke Temeswar-Lugosch sind es 5,5 Kilometer.

## Nachbarorte
| Drǎgoiești  | Ohaba-Forgaci                               | Boldur                 |
| Buziaș      | Kompassrose, die auf Nachbargemeinden zeigt | Victor Vlad Delamarina |
| Sacoșu Mare | Visag                                       | Petroasa Mare          |

## Name

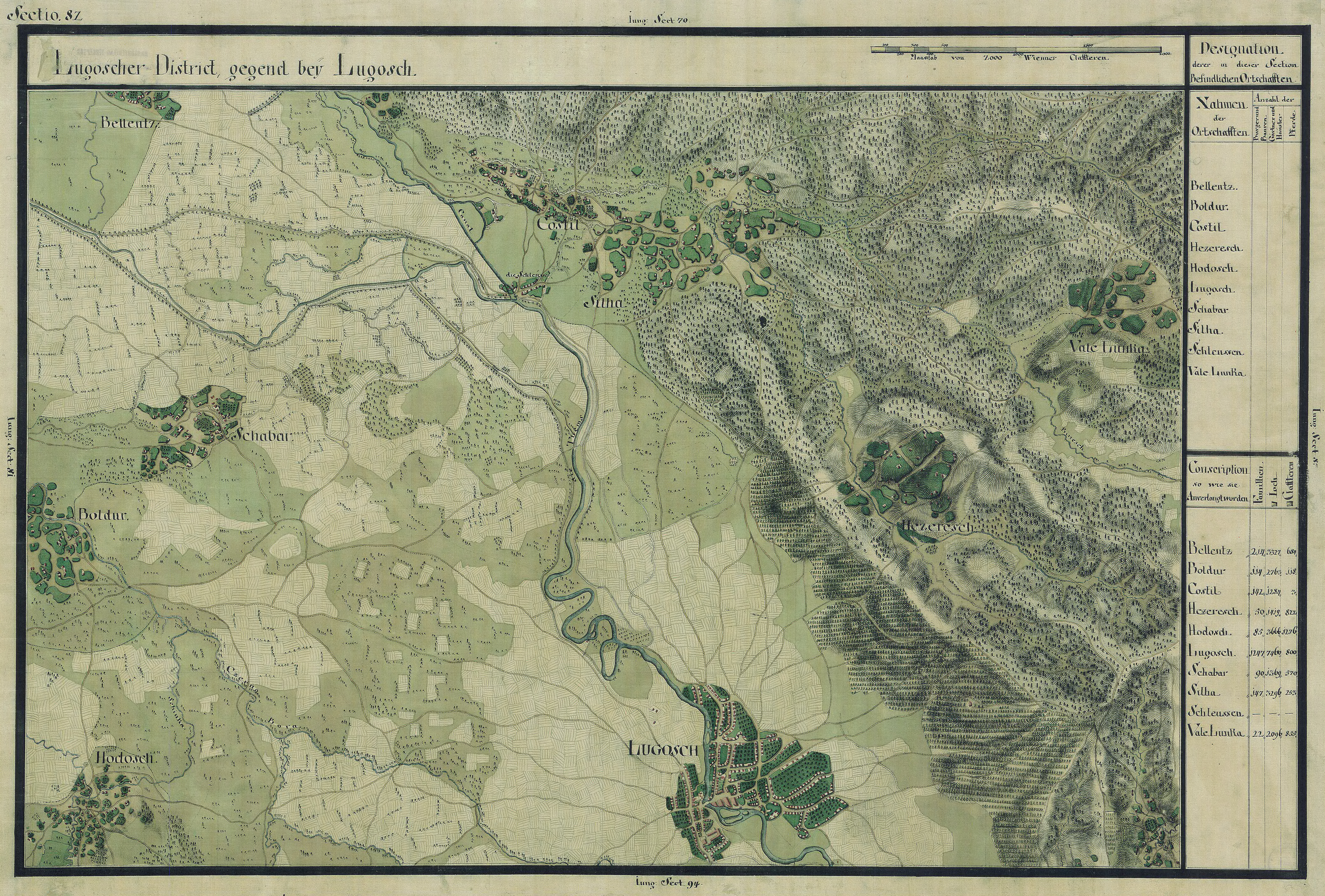
Darova in der Josephinischen Landaufnahme (1769–1772)

Den Namen erhielt die Ortschaft nach dem zur Zeit der Gründung amtierenden, königlichen Kommissar des Temeser Komitats „Graf Johann Jankovits de Daruvar“. Der spätere Versuch, die deutsche Benennung Kranichstätten einzuführen, setzte sich nicht durch.

## Geschichte
Die Gründung der Ortschaft Darowa fand während des dritten Schwabenzugs (1786) unter Kaiser Joseph II. statt. Die ersten Siedler kamen aus Baden-Württemberg und aus Schlesien. Später kamen noch Zuwanderer aus Mittel- und Süddeutschland, dem böhmisch-mährischen Raum, der Slowakei und Ungarn. 1812 siedelten sich 56 deutsche Familien aus Gottschee in Darova an.
Bis 1526 gehörte die Siedlung zum Königreich Ungarn und während der osmanischen Herrschaft (1526–1718) zum Vilâyet Timișoara. Von 1718 bis 1778 war die Ortschaft Teil der Habsburger Krondomäne Temescher Banat. 1778 wurde das Banat von der Kaiserin Maria Theresia dem Königreich Ungarn zugesprochen. Von 1849 bis 1860 war es Teil eines eigenständigen Kronlandes der Woiwodschaft Serbien und Temescher Banat.
Nach dem Österreichisch-Ungarischen Ausgleich (1867) wurde das Banat dem Königreich Ungarn innerhalb der Doppelmonarchie Österreich-Ungarn angegliedert. Anfang des 20. Jahrhunderts fand das Gesetz zur Magyarisierung der Ortsnamen (Ga. 4/1898) Anwendung. Der amtliche Ortsname war Daruvár. Die ungarischen Ortsbezeichnungen blieben bis zur Verwaltungsreform von 1923 im Königreich Rumänien gültig, als die rumänischen Ortsnamen eingeführt wurden.
Der Vertrag von Trianon am 4. Juni 1920 hatte die Dreiteilung des Banats zur Folge, wodurch Darova an das Königreich Rumänien fiel.

## Kirche und Schule
Die Mehrheit der Einwohner aus Darova gehörte der römisch-katholischen Kirche an. Die katholische Kirchengemeinde wurde im Jahre 1786 gegründet, bis 1870 stand hier ein Bethaus. In den Jahren 1870–1871 entstand die jetzige Kirche. 1935 erhielt die Kirche eine Orgel. Die neue Orgel lieferte Hans Egler aus Sackelhausen. Auf der Empore befindet sich noch ein wertvolles und klangvolles Harmonium aus Wien. Nach der Aussiedlung der letzten Deutschen (1994) wurde die römisch-katholische Kirche der griechisch-katholischen Gemeinde übergeben.
Darowa hatte zunächst eine konfessionelle Gemeindeschule. Die Geistlichen führten die Schulaufsicht, erteilten den Religionsunterricht. Nach dem österreichisch-ungarischen Ausgleich von 1867, wurde die Schule verstaatlicht und der Unterricht wurde in ungarischer Sprache abgehalten. Nach der Dreiteilung des Banats infolge des Vertrags von Trianon und dem Anschluss an Rumänien 1918 wurde die deutsche Sprache wieder als Unterrichtssprache eingeführt. Nach dem Zweiten Weltkrieg erhielt die Schule auch eine rumänische Abteilung.

## Wirtschaft
Die Einwohner Darowas betrieben von Anfang an Ackerbau und Viehzucht. Einen Großteil der Landwirtschaft nahm der Getreidebau ein, an erster Stelle der Weizen, dann Roggen und als Hackfrucht der Mais. Teilweise wurden auch Sonnenblumen, Tabak und Zuckerrüben angebaut. Fast jede Familie hatte einen Weingarten und sicherte sich so den Hauswein. Der Gemüse- und Obstbau beschränkte sich auf die Hausgärten und diente der eigenen Versorgung. Die Überschüsse konnten auf dem Markt in Lugoj abgesetzt werden. Die Tierhaltung beschränkte sich ebenfalls auf den Familienbedarf. Viele Familien hatten eine Kuh für den eigenen Bedarf und in jedem Haus wurden im Jahr ein bis zwei Schweine geschlachtet. Neben dem Schwein war das Geflügel der Hauptlieferant an Fleisch für den Haushalt. Nach der Kollektivierung der Landwirtschaft von 1959 war ein Großteil der Darowaer in der Landwirtschaftlichen Produktionsgenossenschaft beschäftigt.
Das Handwerk begann sich ab der Jahrhundertwende (1900) allmählich zu entwickeln. Zwischen 1927 und 1945 gab es im Dorf etwa 24 Dreschmaschinen und in den 30er Jahren gab es die erste Scharnierfabrik. Nach 1960 waren die Darowaer Handwerker sehr geschätzt. So waren viele Maurer, Maler in weit entfernten rumänischen Dörfern tätig. In den 80er Jahren wurde Darowa durch einen neuen Wirtschaftszweig bereichert, den Bergbau. Inzwischen wurde die Kohleförderung wegen Unrentabilität wieder eingestellt.
Verschiedene Erzeugnisse aus der Eigenwirtschaft wurden an andere Dorfbewohner oder auf dem Lugojer Markt verkauft. Zur besseren Vermarktung wurde 1937 die erste Darowaer Genossenschaft gegründet. In der Zwischenkriegszeit waren in Darowa drei Gastwirtschaften und sechs Krämerläden. Nach der Gründung der Konsumgenossenschaft 1949 wurde der Handel vorwiegend durch diese Einheit abgewickelt.
1968, als Darowa Gemeindezentrum wurde, erhielt die Gemeinde eine eigene Telefonzentrale. Im selben Jahr wurde ein Ambulatorium mit zwei Ärzten und einem Zahnarzt eingerichtet.

## Söhne und Töchter der Gemeinde
- Peter Rohr (1881–1956), Komponist und Dirigent
- Martin Metz (1933–2003), Komponist und Kirchenmusiker
- Franz Metz (* 1955), Organist, Musikwissenschaftler und Dirigent